# Хвощевица

Хвощевица — река в России, протекает в Орловском районе Кировской области. Устье реки находится в 625 км по правому берегу реки Вятки. Длина реки составляет 47 км, площадь водосборного бассейна 320 км². В 14 км от устья принимает по правому берегу реку Чащевица.
Исток реки у деревни Шадричи (центр Шадричевского сельского поселения). Течёт на восток и юго-восток, протекает деревни Колупаево, Боярщина, Кипеневщина.
Ширина реки перед устьем — 25 метров. В низовьях на реке сеть мелиоративных канав. Впадает в Вятку двумя рукавами выше деревни Скозырята (Кузнецовское сельское поселение) напротив устья Быстрицы. В нижнем рукаве пристань на Вятке.

## Притоки (км от устья)
- 9,3 км: река Лондюг (в водном реестре без названия, лв)
- река Ломовица (лв)
- 14 км: река без названия (лв)
- 14 км: река Чащевица (пр)

## Данные водного реестра
По данным государственного водного реестра России относится к Камскому бассейновому округу, водохозяйственный участок реки — Вятка от города Киров до города Котельнич, речной подбассейн реки — Вятка. Речной бассейн реки — Кама.
По данным геоинформационной системы водохозяйственного районирования территории РФ, подготовленной Федеральным агентством водных ресурсов:
- Код водного объекта в государственном водном реестре — 10010300312111100034853
- Код по гидрологической изученности (ГИ) — 111103485
- Код бассейна — 10.01.03.003
- Номер тома по ГИ — 11
- Выпуск по ГИ — 1